# Centroxena
Centroxena là một chi bướm đêm thuộc phân họ Olethreutinae, họ Tortricidae Tortricidae.

## Các loài
- Centroxena ulophora Diakonoff, 1971